# David Reece

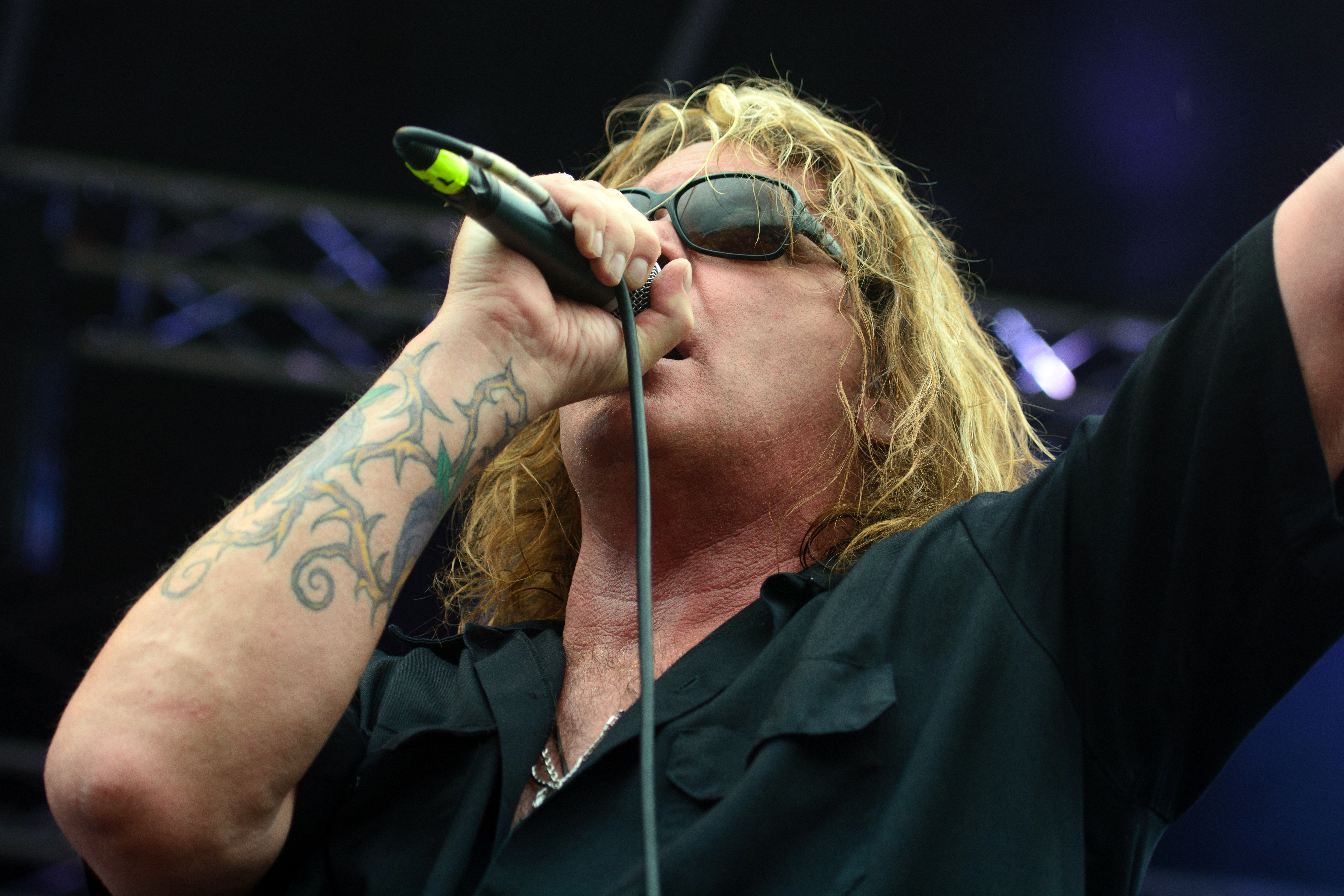
David Reece, 2016

David L. Reece ist ein US-amerikanischer Heavy-Metal-Sänger, der vor allem durch seine Zusammenarbeit mit der deutschen Band Accept bekannt wurde. Er sang auf dem 1989er Album Eat the Heat.

## Werdegang
Reece wuchs in Oklahoma auf. Seine ersten Aufnahmen als Sänger sind auf dem Debüt der lokalen Rockband Dare Force aus dem Jahr 1989 zu hören. Er sang auch auf einem Demo der Hardrock-Band Sacred Child. Für zwei Jahre war er danach Sänger bei Accept. Nach dem Rauswurf bei Accept gründete er die Heavy-Metal-Band Bangalore Choir und veröffentlichte ein Album mit ihr. Die Band bestand aus Mitgliedern von Hericane Alice – eine Band, die Reece zuvor abgelehnt hatte. Er nahm auch ein Demo mit Lillian X auf. In den folgenden Jahren veröffentlichte er zwei Alben als Sircle of Silence mit Larry Farkas von Vengeance Rising, Jay Schellen von Hurricane und Greg Chaisson, ehemals bei der Band Badlands. Danach veröffentlichte er ein Album mit der US-amerikanischen Band Stream.
2007 nahm Reece mit der schwedischen Band Gypsy Rose ein Album auf. Sein erstes Soloalbum erschien am 28. August 2009. Es wurde mit Andy Susemihl (Ex-U.D.O.), Stefan Schwarzmann (ehemals U.D.O., seinerzeit Accept) und Jochen Fünders (Ex-Holy Moses) eingespielt. Wenig später reformierte Reece auch seine Band Bangalore Choir, und im Jahr 2011 folgte ein Album mit dem Gypsy-Rose-Gitarristen Martin Kronlund. Anfang 2015 stieg Reece bei der deutschen Hardrock-Band Bonfire ein und spielte das Album Glörious mit ein. Das Album chartete auf Anhieb in die deutschen Album-Top-50-GFK-Charts. Danach ging er mit Bonfire auf Europatour.

## Diskografie
- Dare Force: Firepower (1989)
- Accept: Eat the Heat (1989)
- Bangalore Choir: On Target (1992)
- Sircle of Silence: Sircle of Silence (1993)
- Sircle of Silence: Suicide Candyman (1994)
- Stream: Take it or Leave It (1995)
- Gypsy Rose: Another World (2008)
- Reece: Universal Language (2009)
- Bangalore Choir: Cadence (2010)
- Reece/Kronlund: Solid (2011)
- Bangalore Choir: Metaphor (2012)
- Reece: Compromise (2013)
- Ez Livin: Firestorm (2014)
- Bonfire: Glörious (2015)
- Sainted Sinners: Sainted Sinners (2017)
- Sainted Sinners: Back with a Vengeance (2018)
- Reece: Resilient Heart (2018)
- David Reece: Cacophony of Souls (2020)
- David Reece: Blacklist Utopia (2021)
- Iron Allies: Blood In Blood Out (2022)
- Wicked Sensation: Outbreak (2022)

| Personendaten    | Personendaten                        |
| ---------------- | ------------------------------------ |
| NAME             | Reece, David                         |
| ALTERNATIVNAMEN  | Reece, David L.                      |
| KURZBESCHREIBUNG | US-amerikanischer Heavy-Metal-Sänger |
| GEBURTSDATUM     | 20. Jahrhundert                      |